# McDonnell Douglas KC-10 Extender
McDonnell Douglas KC-10 Extender là một phiên bản quân sự của loại máy bay chở khách DC-10,được Không quân Hoa Kỳ và Không quân các nước đồng minh sử dụng.

## Quốc gia sử dụng

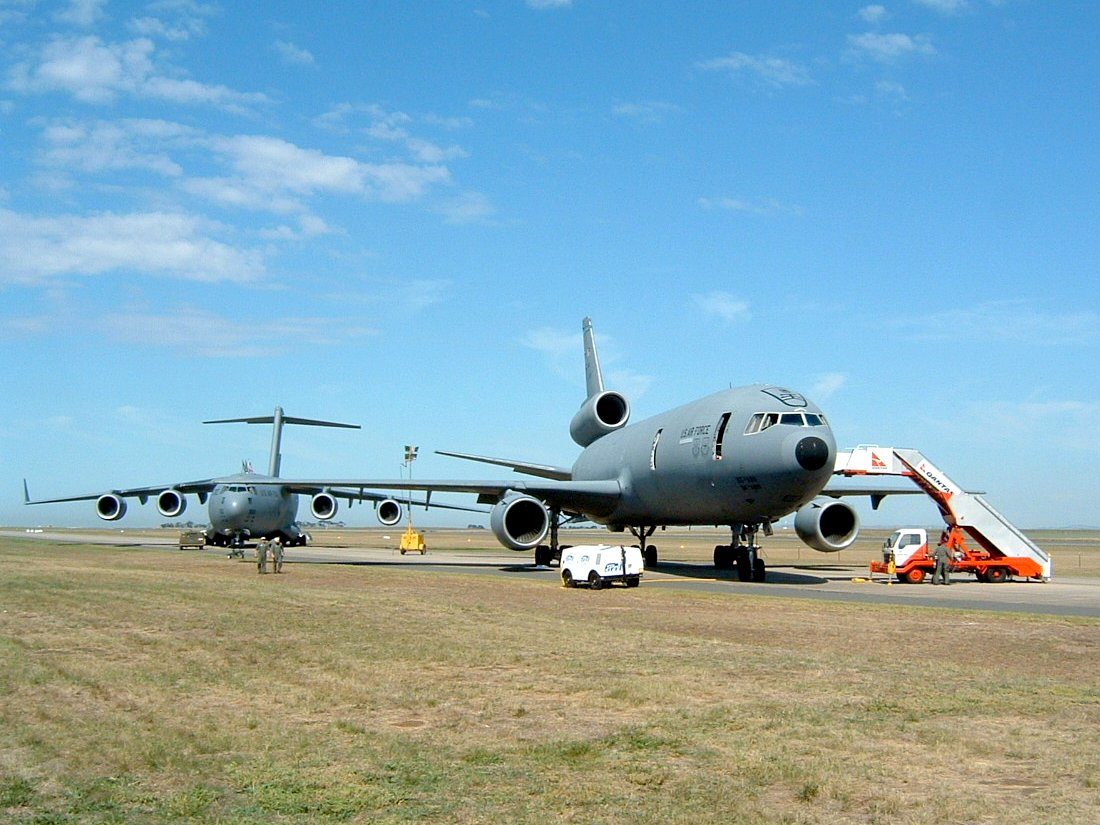
KC-10 (phía phải) và C-17 (phía trái) tại sân bay Avalon, Australia

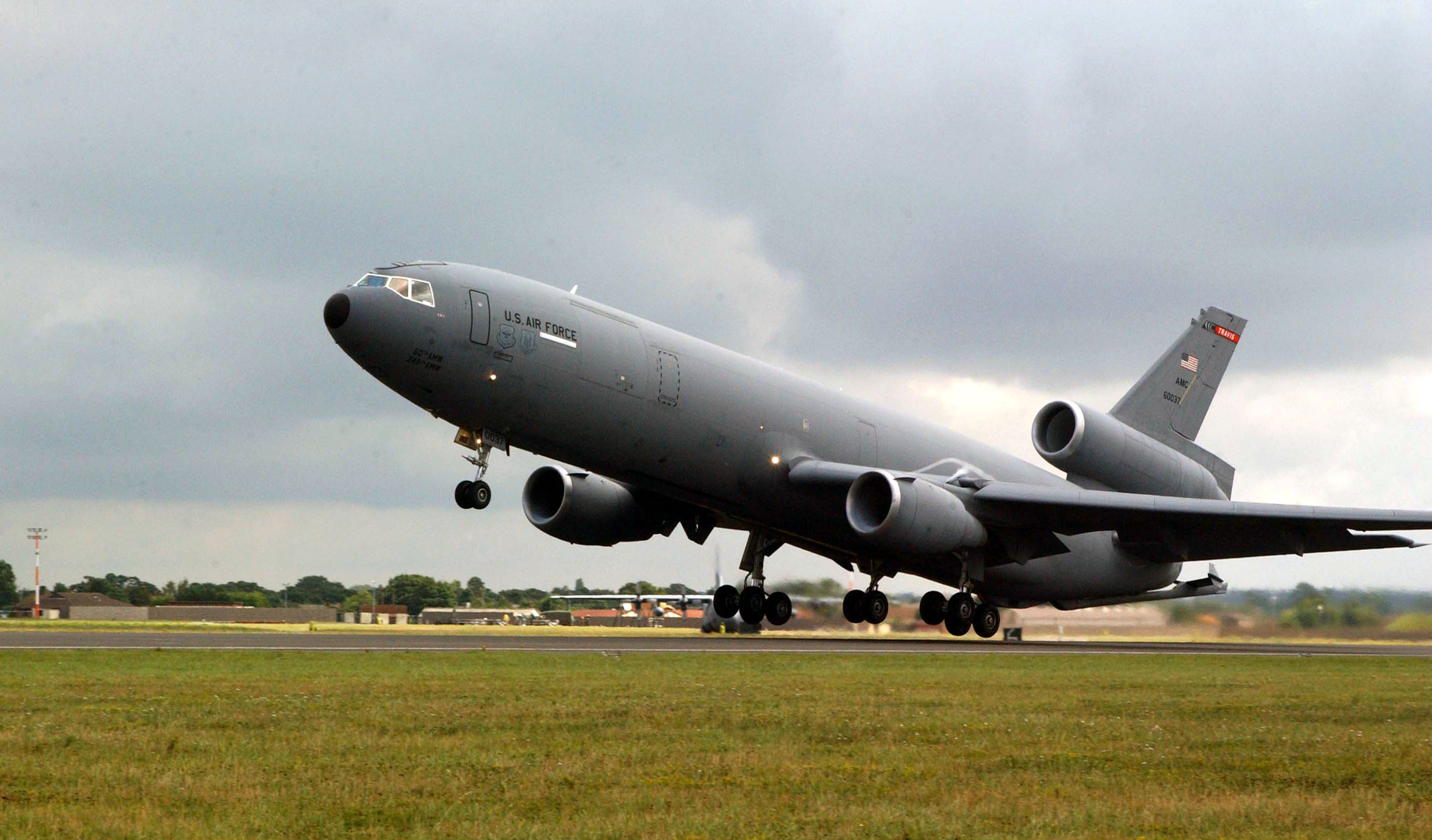
KC-10 từ căn cứ không quân Travis thuộc RAF Mildenhall

Hoa Kỳ
- Không quân Hoa Kỳ

 Hà Lan
- Không quân Hoàng gia Hà Lan

## Tính năng kỹ chiến thuật (KC-10A)
Dữ liệu lấy từ USAF Fact sheet, Steffen
Đặc điểm tổng quát
- Tổ lái: 4
- Chiều dài: 181 ft 7 in (54,4 m)
- Sải cánh: 165 ft 4.5 in (50 m)
- Chiều cao: 58 ft 1 in (17,4 m)
- Diện tích cánh: 3.958 ft² (367,7 m²)
- Trọng lượng rỗng: 241.027 lb (109.328 kg)
- Trọng lượng có tải: 593.000 lb (269.000 kg)
- Trọng lượng cất cánh tối đa: 590.000 lb (267.600 kg)
- Động cơ: 3 × F103/General Electric CF6-50C2 kiểu turbofan, 52.500 lbf (236 kN) mỗi chiếc
- Sức chứa nhiên liệu cực đại: 356.000 lb (160.200 kg)

 Hiệu suất bay 
- Vận tốc cực đại: 538 knots/0.89 mach (619 mph, 996 km/h)
- Tầm bay: 4.400 mi (7.032 km)
- Tầm bay chuyển sân: 11.500 mi (18.507 km)
- Trần bay: 42.000 ft (12.727 m)
- Vận tốc leo cao: 6.870 ft/phút (34,9 m/s)